# セレクトラ・ジャパン
セレクトラ・ジャパン株式会社（Selectra Japan K.K.）は、フランス発のセレクトラ (Selectra) の日本法人。
東京都渋谷区に本社をおき、日本市場向けに特化した情報とサービスを展開している。
「仕組みが分かる。自分に最適なプランを選ぶ。安くなって満足。」をミッションに掲げ、電気やインターネットなど生活インフラに関わる価格比較サイト「Selectra（セレクトラ）」を運営している。

## 概要
2007年、フランスの電力自由化を契機に、パリ政治学院の学生だったXavier Pinon（グザビエ・ピノン）とAurian de Maupeou（オリアン・ド・モプー）が電気料金比較サイト「selectra.info」を立ち上げ、本拠地である仏セレクトラ社を設立。2016年、日本の電力自由化をきっかけに、日本に本格参入しセレクトラ・ジャパン株式会社を設立。

日本国内では生活サービス料金比較サイト「Selectra（セレクトラ）(selectra.jp)」の他、「電力事業所（https://denryoku-jigyousho.jp）」や「スマートマネーライフ（https://smart-moneylife.jp）」など複数のサイトを運営している。対象サービスは電力会社・都市ガス・LPガスから開始し、現在はインターネット回線・携帯電話プラン・保険など多岐に渡って展開している。また、オーストラリア在住の人々に向けた価格比較サイト「Selectra（https://selectra.com.au）」も運営している。

## 沿革
- 2007年：パリ政治学院の学生だったXavier Pinon（グザビエ・ピノン）とAurian de Maupeou（オリアン・ド・モプー）によってセレクトラ社を設立
- 2016年：日本の電力自由化をきっかけに日本市場に本格参入。セレクトラ・ジャパン株式会社を設立

## 主な事業
「価格比較サイトの運営」、「コールセンターの運営」を通して情報提供および契約のサポートを行っている。

### 価格比較サイトの運営
電力会社やインターネットサービスプロバイダーなどのサービスを価格比較サイトを運営。
- 生活サービス料金比較サイト Selectra（セレクトラ）
- 電力事業所 by Selectra
- 電ガススイッチ by Selectra
- スマートマネーライフ by Selectra

### コールセンターの運営
電力会社・都市ガスの料金プランの紹介や契約のサポートを行っている。